# Алгоритм Киркпатрика
Построение выпуклой оболочки методом «разделяй и властвуй» — алгоритм построения выпуклой оболочки.

## Описание
Дано множество {\displaystyle S}, состоящее из {\displaystyle N} точек.
1. Если {\displaystyle N\leq N_{0}} ({\displaystyle N_{0}} — некоторое небольшое целое число), то построить выпуклую оболочку одним из известных методов и остановиться, иначе перейти к шагу 2.
2. Разобьём исходное множество {\displaystyle S} произвольным образом на два примерно равных по мощности подмножества {\displaystyle S_{1}} и {\displaystyle S_{2}} (пусть {\displaystyle S_{1}} содержит {\displaystyle N/2} точек, а {\displaystyle S_{2}} содержит {\displaystyle N-N/2} точек).
3. Рекурсивно находим выпуклые оболочки каждого из подмножеств {\displaystyle S_{1}} и {\displaystyle S_{2}}.
4. Строим выпуклую оболочку исходного множества как выпуклую оболочку объединения двух выпуклых многоугольников {\displaystyle CH(S_{1})} и {\displaystyle CH(S_{2})}.

Поскольку: {\displaystyle CH(S)=CH(S1\cup S2)=CH(CH(S_{1})\cup CH(S_{2}))}, сложность этого алгоритма является решением рекурсивного соотношения {\displaystyle T(N)\leq 2T(N/2)+f(N)} , где {\displaystyle f(N)} — время построения выпуклой оболочки объединения двух выпуклых многоугольников, каждый из которых имеет около {\displaystyle N/2} вершин. Далее будет показано, что {\displaystyle T(N)=O(N\log N)}.

## Определения
Опорной прямой к выпуклому многоугольнику {\displaystyle P} называется прямая {\displaystyle l}, проходящая через некоторую вершину многоугольника {\displaystyle P} таким образом, что все внутренние точки многоугольника лежат по одну сторону от прямой {\displaystyle l}.
К выпуклому многоугольнику {\displaystyle P} можно построить опорные прямые из точки {\displaystyle A}, не принадлежащей ему. Воспользуемся тем, что прямая {\displaystyle AP_{i}}, где {\displaystyle P_{i}} — некоторая вершина многоугольника {\displaystyle P}, является опорной к {\displaystyle P} в том и только в том случае, если ребра {\displaystyle (P_{i-1},P_{i})} и {\displaystyle (P_{i},P_{i+1})} лежат в одной полуплоскости, ограниченной этой прямой. Нетрудно видеть, что для построения опорных прямых требуется в худшем случае один обход вершин многоугольника {\displaystyle P}, то есть они ищутся за линейное время.

## Реализация
Пусть мы уже имеем построенные выпуклые оболочки {\displaystyle P_{1}} и {\displaystyle P_{2}}.
1. Найдём некоторую внутреннюю точку {\displaystyle A} многоугольника {\displaystyle P_{1}} (например, центроид любых трёх вершин {\displaystyle P_{1}}). Такая точка {\displaystyle A} будет внутренней точкой {\displaystyle CH(P_{1}\cup P_{2})}.
2. Возможно два случая:
  1. Точка {\displaystyle A} не является внутренней точкой многоугольника {\displaystyle P_{2}}. Проводим две опорные прямые для многоугольника {\displaystyle P_{2}}, проходящие через точку {\displaystyle A}. Эти опорные прямые проходят через вершины {\displaystyle B} и {\displaystyle C} многоугольника {\displaystyle P_{2}}. Все точки внутри треугольника {\displaystyle ABC} не принадлежат границе выпуклой оболочки {\displaystyle CH(P_{1}\cup P_{2})}. Все остальные точки упорядочиваем по полярному углу относительно точки {\displaystyle A}, слиянием двух упорядоченных списков вершин за время {\displaystyle O(N_{1})+O(N_{2})=O(N)}, а затем применяем к полученному списку метод обхода Грэхема, требующий лишь линейное время.
  2. Точка {\displaystyle A} является внутренней точкой многоугольника {\displaystyle P_{2}}. Упорядочиваем вершины обоих многоугольников относительно центра {\displaystyle A}, сливая два упорядоченных списка вершин {\displaystyle P_{1}} и {\displaystyle P_{2}} за {\displaystyle O(N)}.
3. Теперь к полученному списку вершин можно применить алгоритм Грэхема за исключением фазы сортировки точек по полярной координате, тогда он будет выполнен за линейное время.

Теперь получена выпуклая оболочка объединения выпуклых многоугольников {\displaystyle P_{1}\cup P_{2}}.

## Сложность алгоритма
В сумме все три фазы алгоритма выполняются за время {\displaystyle O(N)}. Таким образом, {\displaystyle f(N)=O(N)} и получаем соотношение {\displaystyle T(N)\leq 2T(N/2)+O(N)}, решением которого, как известно, является {\displaystyle T(N)=O(N\log N)}, что и определяет сложность алгоритма.